# Damals (Film)
Damals ist ein deutsches Filmdrama und ein Kriminalfilm des Regisseurs Rolf Hansen. Die Hauptrolle in dem 1942 gedrehten Schwarzweißfilm spielte Zarah Leander, die hier zum letzten Mal in einer Produktion der Ufa mitwirkte. Die Uraufführung erfolgte am 3. März 1943 im Capitol am Zoo und im Ufa-Theater in der Turmstraße in Berlin.

## Inhalt
Eine Frau verlässt fluchtartig ein Zimmer des Hotels „Delfino“ in einer südamerikanischen Stadt und verschwindet im Dunkel der Nacht. Am nächsten Morgen findet das Hotelpersonal in diesem Zimmer die Leiche eines gewissen Franc Douglas. Kurze Zeit später verhaftet die Polizei die Ärztin Dr. Gloria O’Connor als Verdächtige. Der Staatsanwalt Mendoza stellt fest, dass eine Frau mit diesem Namen bereits vor drei Jahren auf einer Quarantänestation verstorben ist. Doch ihm und dem Verteidiger Alvarez gegenüber verweigert die Verdächtige jegliche Aussage. Als die Presse ein Foto der Frau veröffentlicht, sorgt der Fall für weltweites Aufsehen.
In Lübeck wird der Rechtsanwalt Jan Meiners mit der Vergangenheit konfrontiert, als er das Bild in der Zeitung sieht. Bei der Unbekannten handelt sich um seine geschiedene Frau Vera. Meiners ist fest entschlossen, nach Südamerika zu reisen, um die gemeinsame Tochter Eva zu sich zu holen. Doch Sanitätsrat Petersen, ein ehemaliger Freund Meiners’, erinnert diesen zunächst an die damaligen Ereignisse, wie sie sich tatsächlich zugetragen haben: Der erfolgreiche Rechtsanwalt Jan Meiners war glücklich mit der ehemaligen Medizinstudentin Vera verheiratet. Jan wusste jedoch nichts von ihrem ehemaligen Geliebten Franc Douglas, mit dem sich Vera zu einer letzten Aussprache in Hamburg traf. Um keinen Verdacht zu erwecken, hatte Vera ihrem Mann erzählt, zu ihrer Mutter nach Kopenhagen zu reisen. Da der Zug aus Kopenhagen entgleiste, war Veras Schwindel aufgeflogen und Jan ließ sich von seiner Frau scheiden.
Staatsanwalt Mendoza weiß durch einen Brief von Sanitätsrat Petersen inzwischen, dass es sich bei der Verdächtigen um Vera Meiners handelt und dass diese mit dem Ermordeten in Verbindung stand. Dennoch schweigt Vera beharrlich. Währenddessen entdeckt der Chirurg Dr. Lugeon das Foto von Vera, mit der er nach deren Scheidung in Lausanne zusammenarbeitete. Dort hatte die angehende Ärztin trotz ausdrücklichem Verbot des Professors die Operation eines kranken Mädchens eingeleitet. Obwohl das Kind durch die Operation gerettet werden konnte, wurde Vera fristlos gekündigt und das Diplom entzogen.
Inzwischen vertraut Vera dem Verteidiger Alvarez einige Details ihrer Vergangenheit an. Und auch der Radrennfahrer Pablo, der mit ihrem Foto konfrontiert wird, erinnert sich an seine Erlebnisse mit der Verdächtigen: Um ihre Existenz und den Internataufenthalt ihres Kindes zu finanzieren, arbeitete die mittellose Vera nach ihrer Entlassung in einem spanischen Nachtlokal als Sängerin. Zwischen ihr und Pablo, der dort als Clown auftrat, hatte sich eine zärtliche Romanze entwickelt. Völlig unerwartet war dann Veras früherer Geliebter Franc Douglas aufgetaucht, um ihr eine viel versprechende Stellung als Krankenschwester bei einer Expedition zu vermitteln. Vera, der die Zukunft ihrer Tochter wichtiger erschien als ihr eigenes Glück mit Pablo, brach mit ihrem Kind schließlich in Richtung Südamerika auf.
Gegenüber ihrem Verteidiger und dem Staatsanwalt verschweigt Vera weiterhin wichtige Details. Unterdessen liest auch der Friseur Corbeau den Zeitungsartikel mit Veras Foto. Beide reisten einst auf demselben Schiff nach Südamerika und verbrachten danach mehrere Wochen auf der Quarantänestation der Einwanderungsbehörde. Dort machte Vera Bekanntschaft mit der an Typhus erkrankten und schließlich verstorbenen Ärztin Dr. Gloria O’Connor, deren Identität Vera schließlich annahm. In den folgenden sechs Jahren baute Vera unter diesem Namen eine Praxis und damit eine neue Existenz auf.
Vera streitet ab, seit ihrer Einreise Kontakt zu dem Ermordeten Franc Douglas gehabt zu haben. Nachdem der Staatsanwalt die Anklage wegen Mordes erhoben hat, erscheint Veras geschiedener Mann Jan im Gefängnis. Vera macht ihm schwere Vorwürfe und verrät nicht, wo sich ihre gemeinsame Tochter Eva aufhält. Auch der Verteidiger Alvarez kann Jan nicht sagen, wo sich das Kind derzeit befindet. Als Jan Meiners die Untersuchungsakte liest, wird ihm das schwere Schicksal bewusst, das seine einstige Frau seit der Trennung durchleben musste. Erstmals wird ihm nun auch bewusst, dass er die selbstlose Vera aus blinder Eifersucht verlassen hatte.
Mit Hilfe seines Kollegen Alvarez kann Jan Meiners den Aufenthaltsort seiner inzwischen erwachsenen Tochter ausfindig machen. Erst als er sie dort aufsucht, wird Eva darüber informiert, dass ihre Mutter im Gefängnis sitzt. Dass es sich bei dem Anwalt um ihren Vater handelt, erfährt sie zunächst allerdings nicht. Sie berichtet, dass sie am Tag des Mordes bei ihrer Mutter in der Stadt war. Dort wurden beide von Franc Douglas, zu dem Vera noch sporadischen Kontakt unterhielt, ins Theater eingeladen. Während der Vorstellung wurde Vera zu einer Patientin gerufen. Eva und Douglas haben anschließend in der Hotelbar auf Vera gewartet. Eva erzählt, dass Douglas plötzlich sehr aufgeregt war, als dort die Musikkapelle auftrat. Anschließend gingen beide auf Douglas’ Hotelzimmer, wo sie aus einem Nebenzimmer die tödlichen Schüsse auf Douglas hörte. Eva war in Panik aus dem Hotel geeilt. Ihre Mutter, der sie anschließend von dem Mord erzählte, suchte das Hotel noch in der Nacht auf, um die dort vergessene Handtasche ihrer Tochter zu holen.
Jan Meiners ist nun fest entschlossen, den wahren Mörder von Franc Douglas zu finden. Beim Leiter der Musikkapelle in der Hotelbar erkundigt er sich nach jedem einzelnen Musiker. Als er erfährt, dass sich die Tochter des Bassisten einst das Leben nahm, nachdem sie von einem gewissenlosen Liebhaber verlassen wurde, muss er spontan an Douglas denken. Meiners und Verteidiger Alvarez gelingt es, den Staatsanwalt Mendoza zu überreden, mit in die Hotelbar zu kommen. Sie erörtern die Möglichkeit, der Bassist habe in Franc Douglas denjenigen wiedererkannt, der einst seine Tochter betrogen habe und ihn, als er ihn wieder mit einer jungen Dame sah, ermordet. Als Mendoza sich den Bassisten näher ansieht, fühlt sich dieser überführt. Er erschießt sich auf offener Bühne.
Am Tag vor Veras Haftentlassung erzählt Jan Meiners seiner Tochter, wer er wirklich ist. Obwohl er ihr verspricht, alles wieder gutmachen zu wollen, wendet sie sich von ihm ab. Erst als beide am nächsten Tag vor dem Gefängnis auf Vera warten, fällt Eva ihrem Vater in die Arme.

## Entstehungsgeschichte

### Vorproduktion
Die schwedische Schauspielerin Zarah Leander befand sich 1942 auf dem Höhepunkt ihrer Filmkarriere. Der am 12. Juni 1942 uraufgeführte Film Die große Liebe entwickelte sich zu einem der erfolgreichsten Filme während der Zeit des Nationalsozialismus. Noch im gleichen Jahr sollten, bereits zum dritten Mal in Folge unter der Regie von Rolf Hansen, die Dreharbeiten zu ihrem nächsten Film beginnen. Peter Groll und der Regisseur hatten nach einer Idee von Bert Roth das Drehbuch verfasst. Es bot sowohl eine spannende und abwechslungsreiche Handlung als auch zahlreiche Szenen, in denen Leander ihr berühmtes Leidenspathos entfalten konnte.

### Produktion

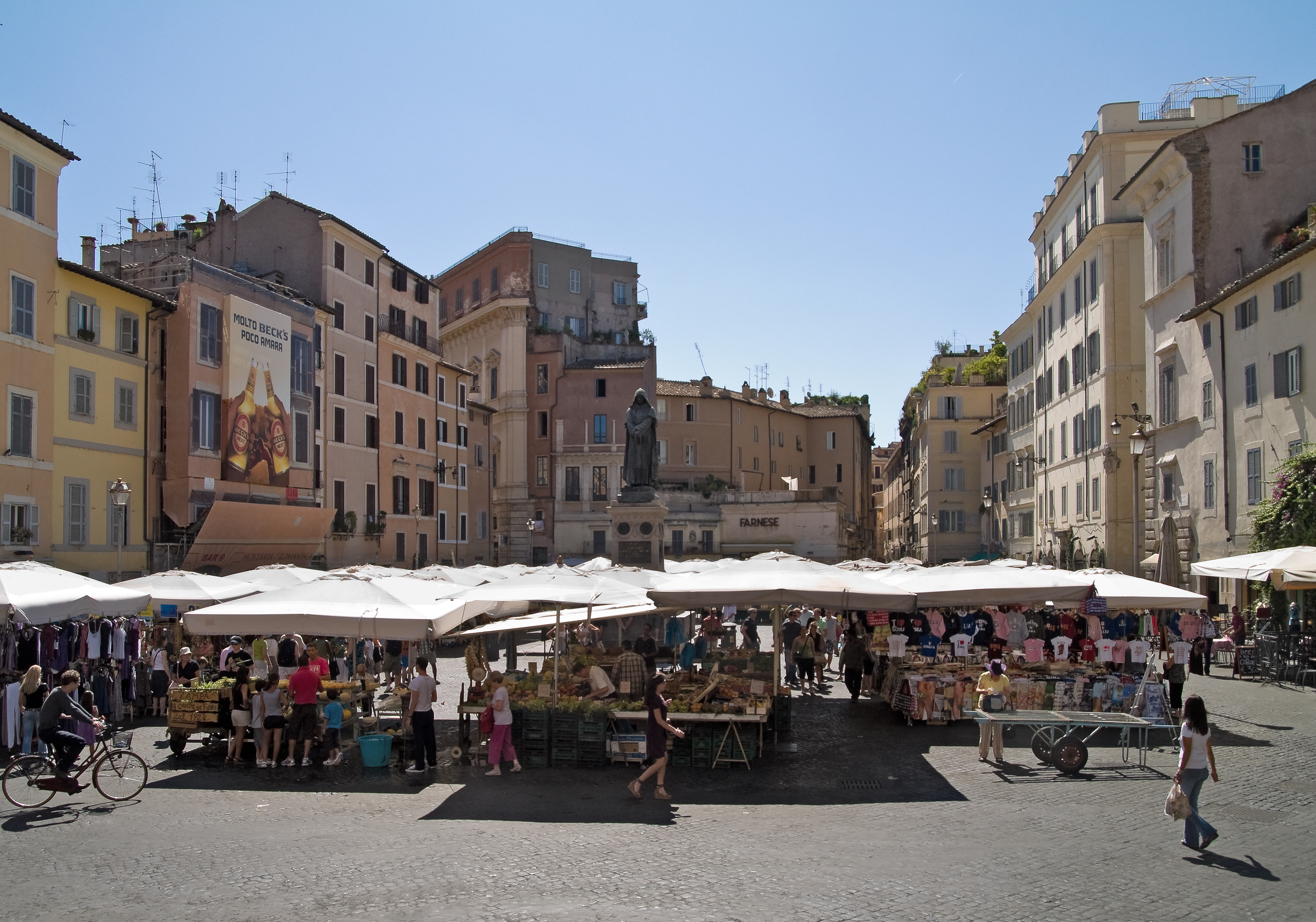
Der Campo de’ Fiori in Rom diente im Film als Kulisse für einen Markt in Spanien.

Die Dreharbeiten begannen am 17. August 1942 im Atelier, um ab Mitte Oktober mit Außenaufnahmen fortgesetzt zu werden. Im November wurde der Dreh abgeschlossen, wiederum mit Studioaufnahmen. Die Innenaufnahmen fanden im Froelich-Atelier in Berlin-Tempelhof und in der Ufastadt Babelsberg statt. Die Außenaufnahmen erfolgten in Rom, unter anderem am Campo de’ Fiori.
Neben Leander wirkten in dem Film zahlreiche bekannte Darsteller mit, darunter ihre bereits bewährten Filmpartner Hans Stüwe und Karl Martell. Der italienische Schauspieler Rossano Brazzi spielte hier erstmals in einer internationalen Produktion. Paul Klinger verlieh ihm die deutsche Synchronstimme.
Produziert wurde der Film von der Herstellungsgruppe Walter Bolz der Ufa-Filmkunst GmbH. Die Bauten entwarf der Filmarchitekt Walter Haag. Für die Spezialeffekte, darunter ein Zusammenstoß zweier Dampflok-Modelle, war Gerhard Huttula verantwortlich.
Noch während der Dreharbeiten beschloss Zarah Leander, ihre Filmkarriere aufgrund der Folgen des Zweiten Weltkrieges vorübergehend zu unterbrechen. Nach ihrem letzten Drehtag am 10. November 1942 kehrte sie auf ihr Gutshaus Lönö in Schweden zurück. Zu der am 3. März 1943 stattfindenden Uraufführung von Damals reiste sie zum letzten Mal vor Kriegsende nach Berlin. Nach dem Ende der Feierlichkeiten brannte ein Gebäudeflügel ihres Bungalows in Berlin-Grunewald, nachdem dieser von einer Brandbombe getroffen wurde. Zarah Leander, die glaubte, sich aus der Politik heraushalten zu können, sah sich zum ersten Mal mit der realen Kriegswirklichkeit konfrontiert.

### Musik

Label der Schallplatte Jede Nacht ein neues Glück (Seite A: Einen wie Dich könnt’ ich lieben)

Die Filmmusik stammt aus der Feder von Lothar Brühne, der auch die im Film von Zarah Leander vorgetragenen Lieder Einen wie Dich könnt’ ich lieben und Jede Nacht ein neues Glück (Texte: Bruno Balz) komponierte. Die Schauspielerin nahm beide Titel am 14. April 1943 mit einem Orchester unter der Leitung von Einar Groth in Stockholm erneut für die Schallplattenveröffentlichung auf (Odeon O-4645). Es handelte sich um Zarah Leanders vorletzte deutschsprachige Plattenaufnahme vor Ende des Zweiten Weltkrieges.
Musik und Text des ebenfalls im Film zu hörenden Zarah-Leander-Chansons Bitte an die Nacht steuerte Ralph Benatzky bei. Dieser Titel erschien allerdings nicht auf Schallplatte.

## Rezeption
Wie die meisten Zarah-Leander-Filme erreichte auch Damals ein Millionenpublikum. Abgesehen vom Erfolg, den der Film während der Erstaufführung 1943 und bei Wiederaufführungen in den 1950er Jahren an den Kinokassen hatte, erzielte der Film bei Ausstrahlungen im Fernsehen sehr hohe Einschaltquoten. So sahen ihn während der ZDF-Ausstrahlung im Januar 1979 etwa 14,72 Millionen Zuschauer (41 % Marktanteil).

### Kritiken
„Wenn man die Klischees (hartherziger Professor, überaus tapfere Ärztin und Mutter) außer acht läßt, vermag der Film auch gut 30 Jahre nach seiner Premiere durchaus noch zu fesseln.“

„Pathetisches Ufa-Melodram, in dem die ansonsten wenig glaubwürdige Zarah Leander Gelegenheit hat, mit ein paar Chansons ihre unverwechselbare Ausstrahlung auf die Zuschauer wirken zu lassen.“